# Tibetanska högplatån

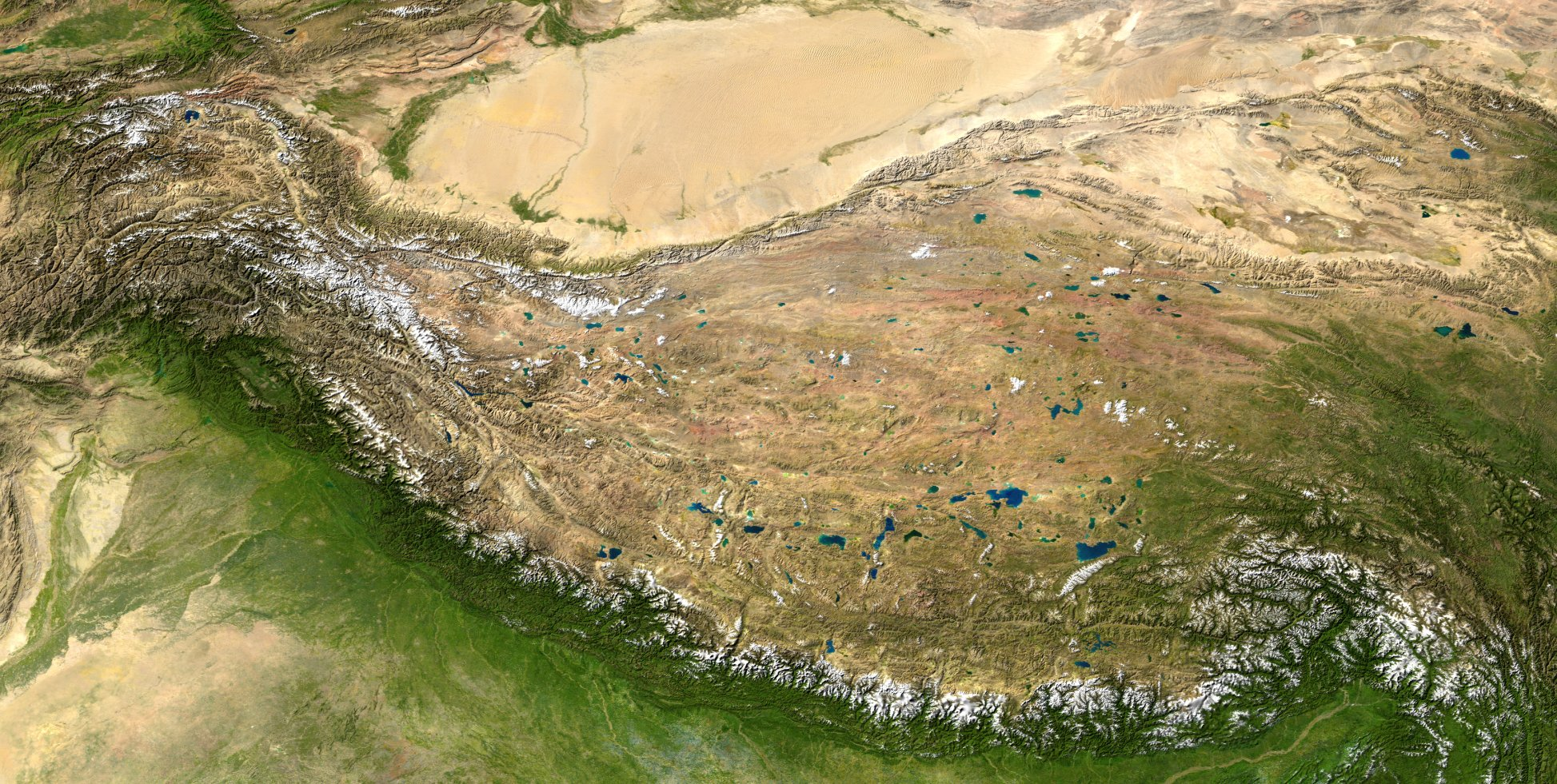
Tibetanska högplatån ligger mellan Himalaya i syd och Taklamakanöknen i norr.

Tibetanska högplatån eller Tibetplatån är en omfattande platå i Centralasien som täcker större delen av den autonoma regionen Tibet och Qinghai i Kina samt Ladakh i Kashmir. Platån är den högsta och största platån i världen. Den kallas ibland för "världens tak" och är i genomsnitt 4 500 m ö.h. Den täcker ett område på cirka 1 000 x 2 500 kilometer (cirka fyra gånger större än Frankrike). Platån begränsas av Taklamakan-öknen i norr och Himalaya-bergen i söder. Flera viktiga floder som Yangtze, Gula floden och Mekong har sina källor i platån.
Hoh Xil i nordöstra delen av Tibetanska högplatån är sedan 2017 listad som världsarv av Unesco.